# サンデフィヨルド
 サンデフィヨルド (ノルウェー語: Sandefjord) は、ノルウェーのヴェストフォル県に位置する自治体。日本語表記では他にサンネフヨル、サンデフィヨールなど。自治体の行政の中心はサンデフィヨルド市である。1838年1月1日に設立され、1968年1月1日にサンダーと合併、2017年1月1日にアンデブとストッケと合併している。面積は422 km2、人口は県で最も多い65,574人（2023年）。
サンデフィヨルドはヴァイキングの歴史と捕鯨で知られており、ノルウェーで豊かな都市に数えられている。ノルウェーで3番目の大きさとなる商船が建造されている。
捕鯨面ではヨーロッパ唯一の捕鯨関係の博物館であるサンデフィヨルド博物館が、ヴァイキング面ではゴクスタ墳丘で発見されたゴクスタ船が著名である。
ヴァイキングの首都・捕鯨の首都などのニックネームの他にも様々な呼称があり、スパリゾートやビーチも多いことから、水浴の町（Badebyen）とも呼ばれている。夏季は観光客が多く、リゾートタウンと見なされている。
ノルウェー最大の空港の1つであるサンデフィヨルド空港があり、交通面でも重要な役割を担っている。スウェーデンに向かうフェリーであるフィヨルドラインとカラーラインがこのサンデフィヨルドから出港している。また、E18号線もサンデフィヨルドを通過している。
政治面で見ると、サンデフィヨルドはノルウェーの保守党の拠点の一つとなっており、2011年の投票では40%以上の投票率という高い支持も得ている。現在の市長は2004年から現職を務める保守党のBjørn Ole Gleditschである。

## 語源・紋章

### 語源
フィヨルド（サンデフィヨルド・フィヨルド）にサンダー（Sander）という旧小教区・自治体名を加えたものを語源としている。Sanderは古ノルド語の'sander'に由来している（sandrの複数形）。一続きの砂（Sandstrekning）と訳される。

### 紋章
最初の紋章は1914年5月9日に制定された。ヴァイキング船は1880年に発見されたゴクスタ船を、クジラは19世紀後半から20世紀初頭にかけて南部の海域における捕鯨船の主要港であったことを示している。
2017年1月1日にアンデブとストッケと合併したのを機に新たな紋章を制定した。これは2016年5月24日のアンデブ合併委員会によって決定されたものである。
持っている武器は「勇気と強さ」という意味があり、黒色・金色で構成されている。この紋章はサンデフィヨルドのErik Raastadがデザインしたものをオスロの紋章の専門家であるJan Eideがわずかに修正したものである。

## 歴史

### ヴァイキングの歴史

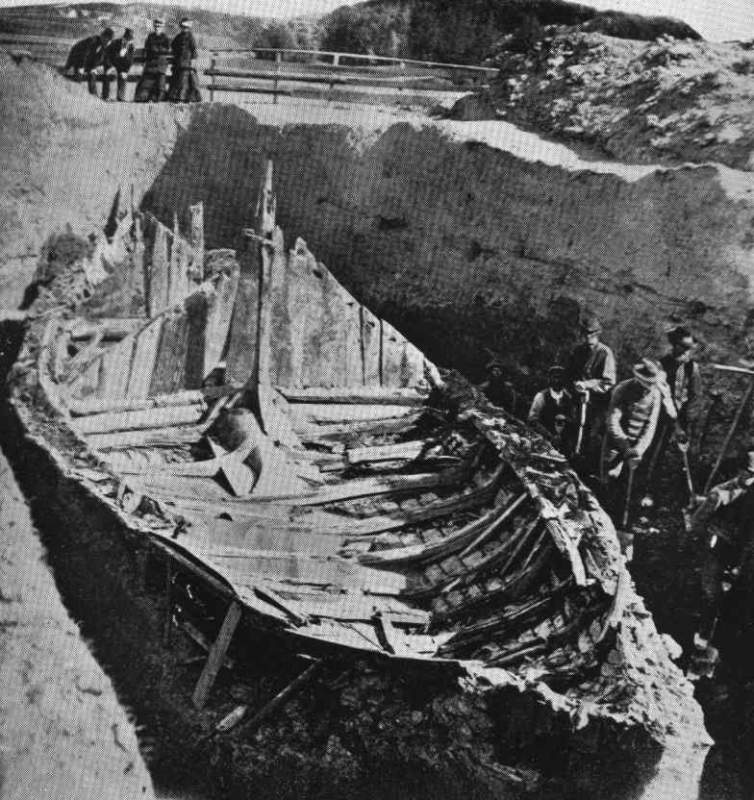
サンデフィヨルドで発見されたゴクスタ船

サンデフィヨルドに人が住み始めたのは3,000年ほど前からである（発掘調査による）。ヤヴェルク（Jåberg）のハウゲン農場には紀元前1500 - 500年を示す岩の彫刻がある。
ヴァイキングがサンデフィヨルド及びその周辺地域に住み始めたのは約1,000年前のことであり、今もそのヴァイキングの遺物やモニュメントが残っている。ゴクスタ墳丘はヴァイキング時代の重要な史跡の一つに数えられる。
保存されたヴァイキング船としてはノルウェー最大となるゴクスタ船はニコライ・ニコライセンにより1880年に発掘され、現在はオスロ市ビグドイのヴァイキング船博物館に展示されている。
ゴクスタ船のレプリカは1893年にシカゴで開催された万国博覧会展示のため、ベルゲンから大西洋を横断した。レプリカはガイア船(Gaia)と呼ばれ、現在はサンデフィヨルドに泊まっている。
ヴァイキングがサンデフィヨルドに定住し始めた地域は沿岸部となっており、15世紀のヴァイキングの墓地や居住地が発見されている。
17世紀から18世紀の間に港は造船業と海運業により機能し、1845年にはオスカル1世によりマーケットタウンとして認められた（当時の人口は749人）。

### 健康リゾート
1837年から1939年にかけて世界的に有名な健康リゾート地として知られるようになり、19世紀後半にはヨーロッパ全土から王族や首相などが訪れている。
1837年に最初の温泉がリゾート地として設立されると健康的で楽しめる公共施設として好評を得た。リウマチ疾患の症状の治癒・緩和に目を向けた医療施設として機能した。現在は浴場が修復され、様々なイベントや活動が行われる文化施設となっている。
1939年までにノルウェー人を中心にドイツ・イギリス・アメリカの首相や王族を含めた約5万人が温泉を訪れた。

### 捕鯨船

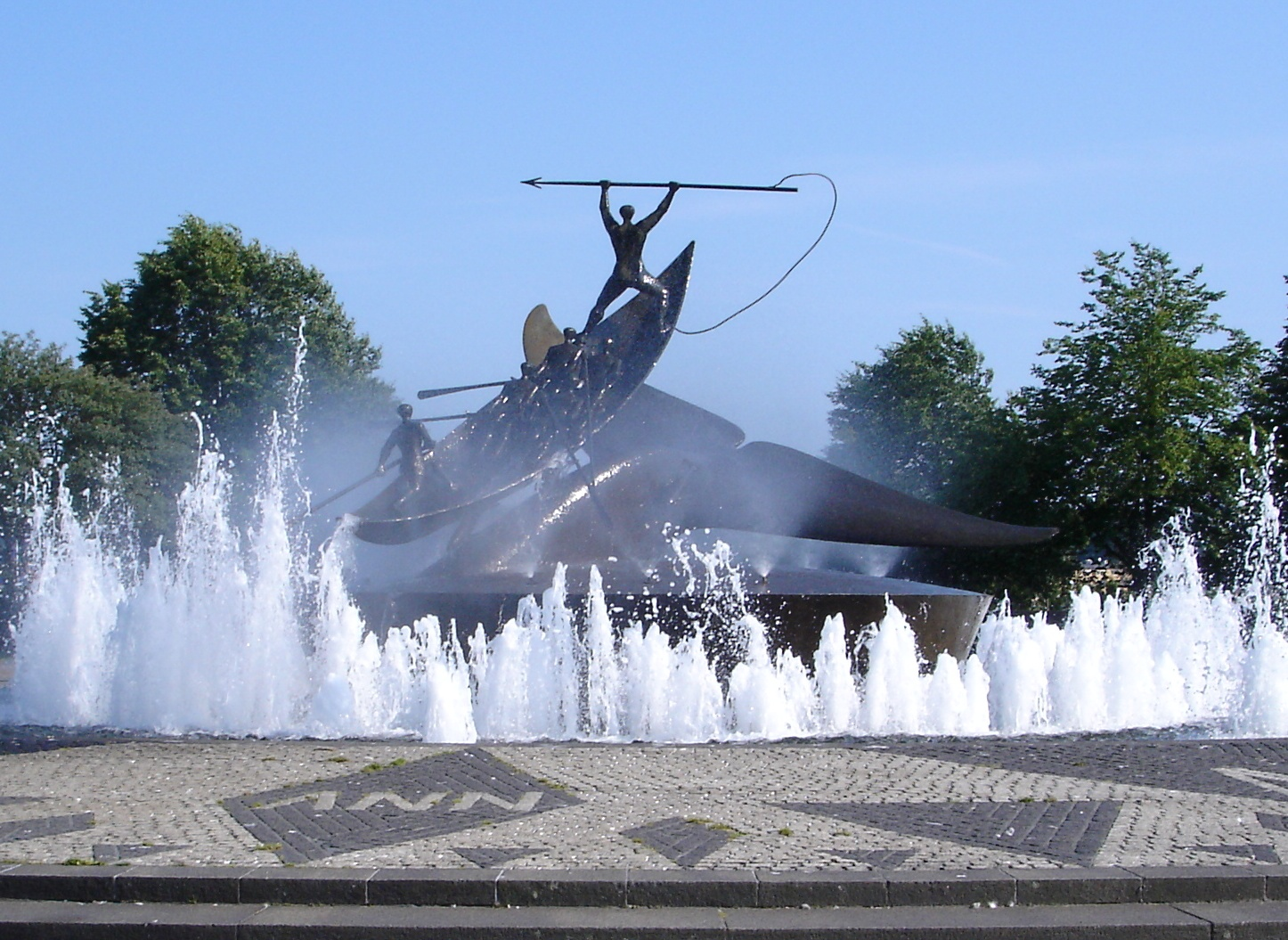
ホエラー記念碑。ゆっくりと回転する仕組みとなっている

1850年からサンデフィヨルドの船舶の大半が北極海・フィンマルク県海岸の捕鯨・アザラシ猟を目的としていた。南極海へ最初に捕鯨しに行ったのは1905年のことだった。
1920年代後半の時点では船舶の建造所が15、捕鯨船が90隻以上あった。1954年に2,800人の男性が捕鯨船乗組員として雇用されるが、1950年代半ばから捕鯨の頻度が少なくなった。南方への出航も1960年代から急速に減少し、1967-68年を最後に行われていない。Framnæs Mekaniske VærkstedとJotun Group Private Ltd.を筆頭に捕鯨から貨物輸送などを造船の目的とした。
捕鯨の歴史は今日、ヨーロッパ唯一の捕鯨専門の博物館であるサンデフィヨルド博物館で生き続けている。サンデフィヨルドがノルウェーで豊かな都市に数えられるようになったのは捕鯨もあると考えられている。
20世紀初頭の南極探検家のニルス・ラーセン（1900-1976）はサンデフィヨルド出身の船長である。ノルウェーがブーベ島（1927年）とピョートル1世島（1929年）を合併できたのは彼の探検も一因である。ピョートル1世島の内海はニルス・ラーセンに敬意を表してサンデフィヨルド・コーブと呼ばれている。
この他、ドロンニング・モード・ランドのニルス・ラーセン山やエンダービーランドのニルス山とニルス・ラーセン氷河など、ニルス・ラーセンに由来する地名が数多くある。

### 火災
サンデフィヨルドは度々火災が発生しており、1800年の火災では町の大半が焼失し、再建に迫られた。1900年の火災では56軒が全焼、大きな被害を被った。

### 人口の推移
- 1801: 373[34]
- 1825: 590[35]
- 1845: 749
- 1865: 1,796[34]
- 1875: 2,484[34]
- 1900: 5,180[34]
- 1951: 6,717[36]
- 1960: 6,984

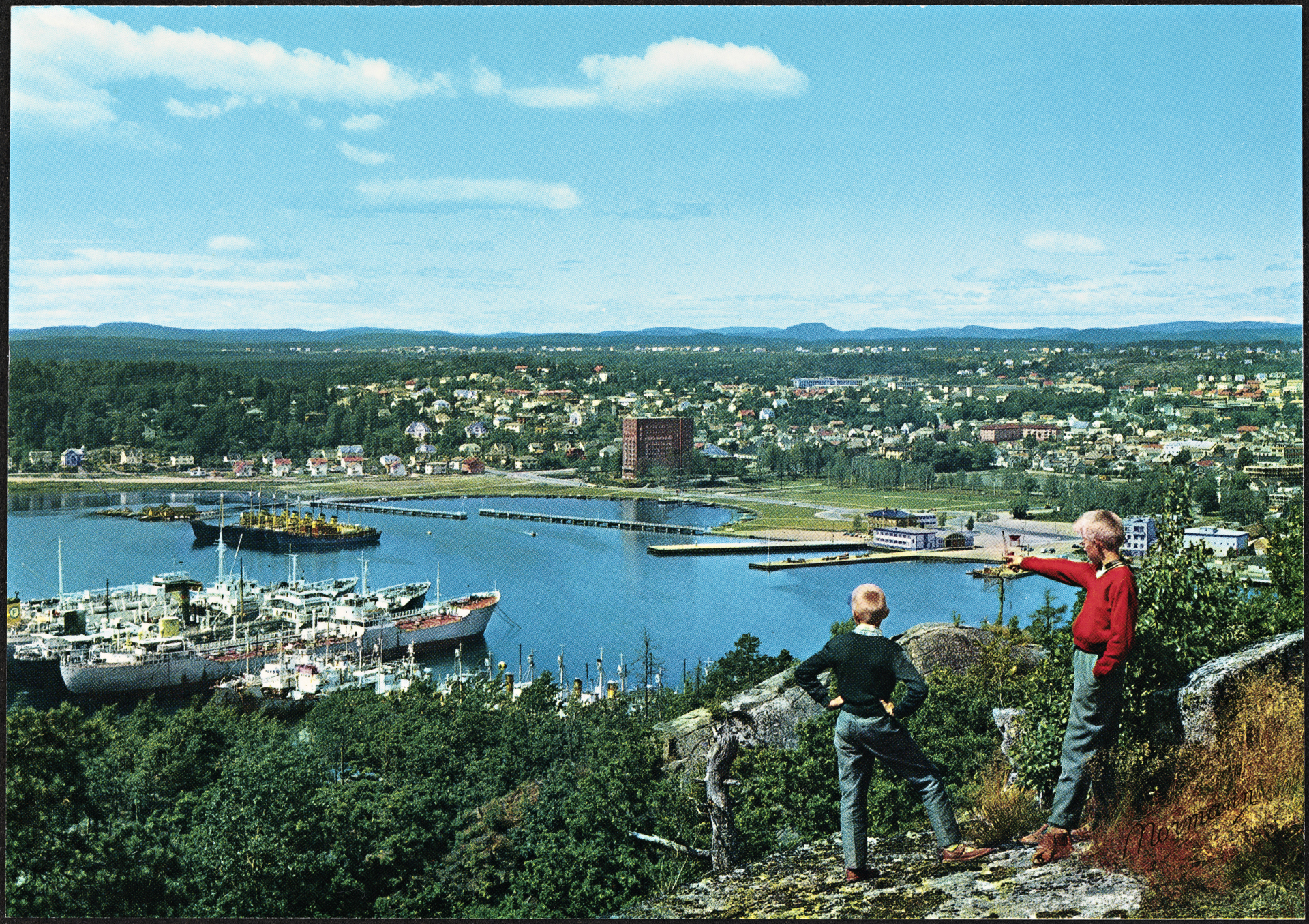
サンデフィヨルドのはがき（1970年）

- 1970: 31,752（1968年1月1日にサンダーと合併）
- 1980: 34,758
- 1990: 35,888
- 2000: 39,317
- 2007: 41,909
- 2008: 42,696
- 2010: 43,126[37]
- 2017: 61,218（2017年1月1日にストッケとアンデブと合併）[38]

## 地理

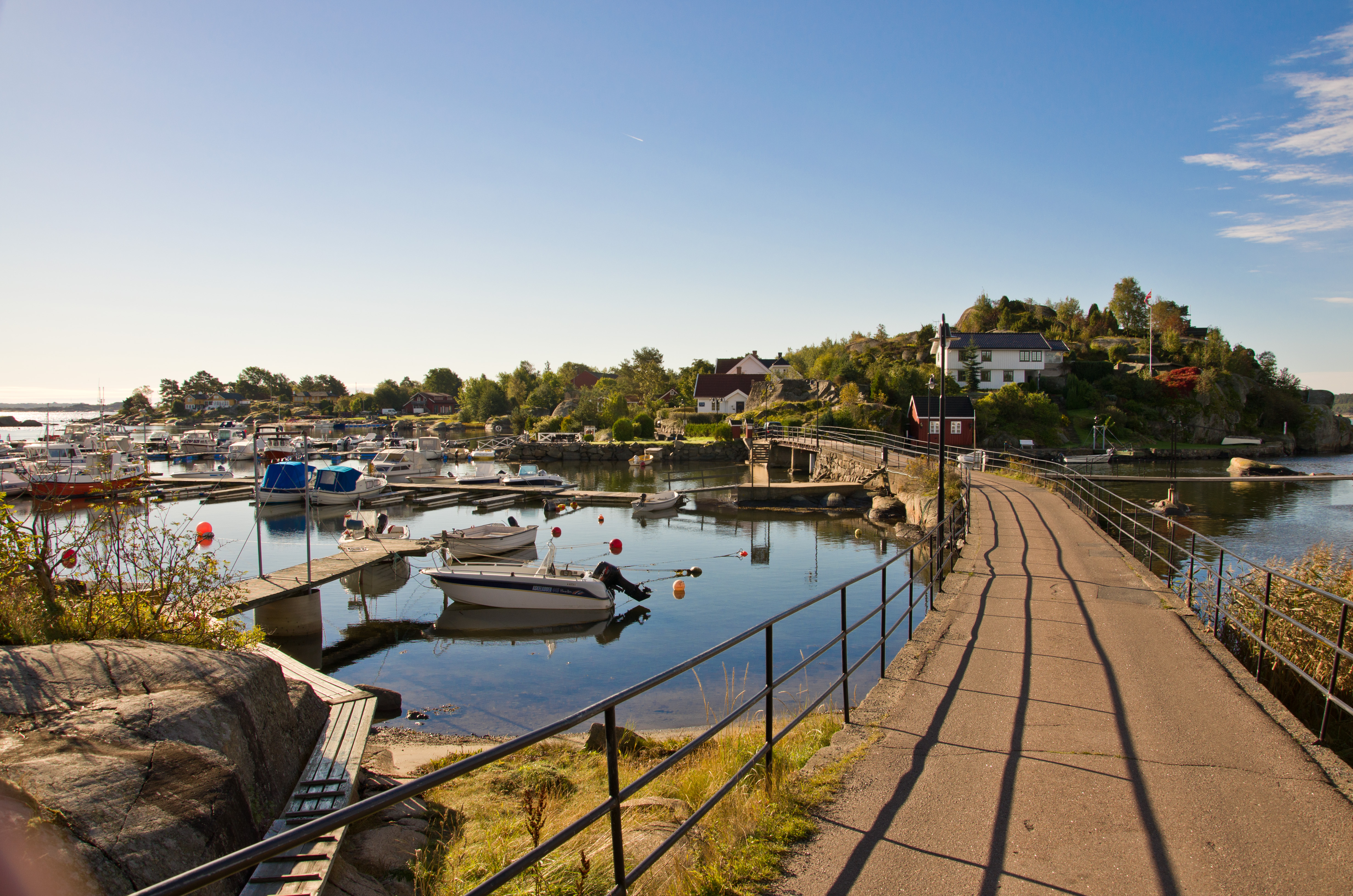
サンデフィヨルドの橋（Natholmen）

海岸沿いの都市であるサンデフィヨルドはオスロからは119キロ南に離れているヴェストフォル県の都市である。
長さ約150キロとあるその海岸線には様々なビーチ・保護地域・森林・116-124の島などが含まれている> 。森林地帯は夏のハイキングや冬のスキーのためのコースがある。小さい島はキャンパーのための休憩場があかるほか、多くの島はアクセス可能のビーチがある。
海岸線が長い理由として、東の島（Østerøya）と西の島（Vesterøya）と呼ばれる2つの岬が挙げられる。これらの岬はサンデフィヨルド・フィヨルドとミー・フィヨルドを形成している。
サンデフィヨルドの面積のうち37.7km2が耕地に、36.2km2が森林となっている。トンスベルグやラルヴィクがサンデフィヨルドに近い。
最高標高は約398.9メートルである（Brånafjell）。

### 街並み

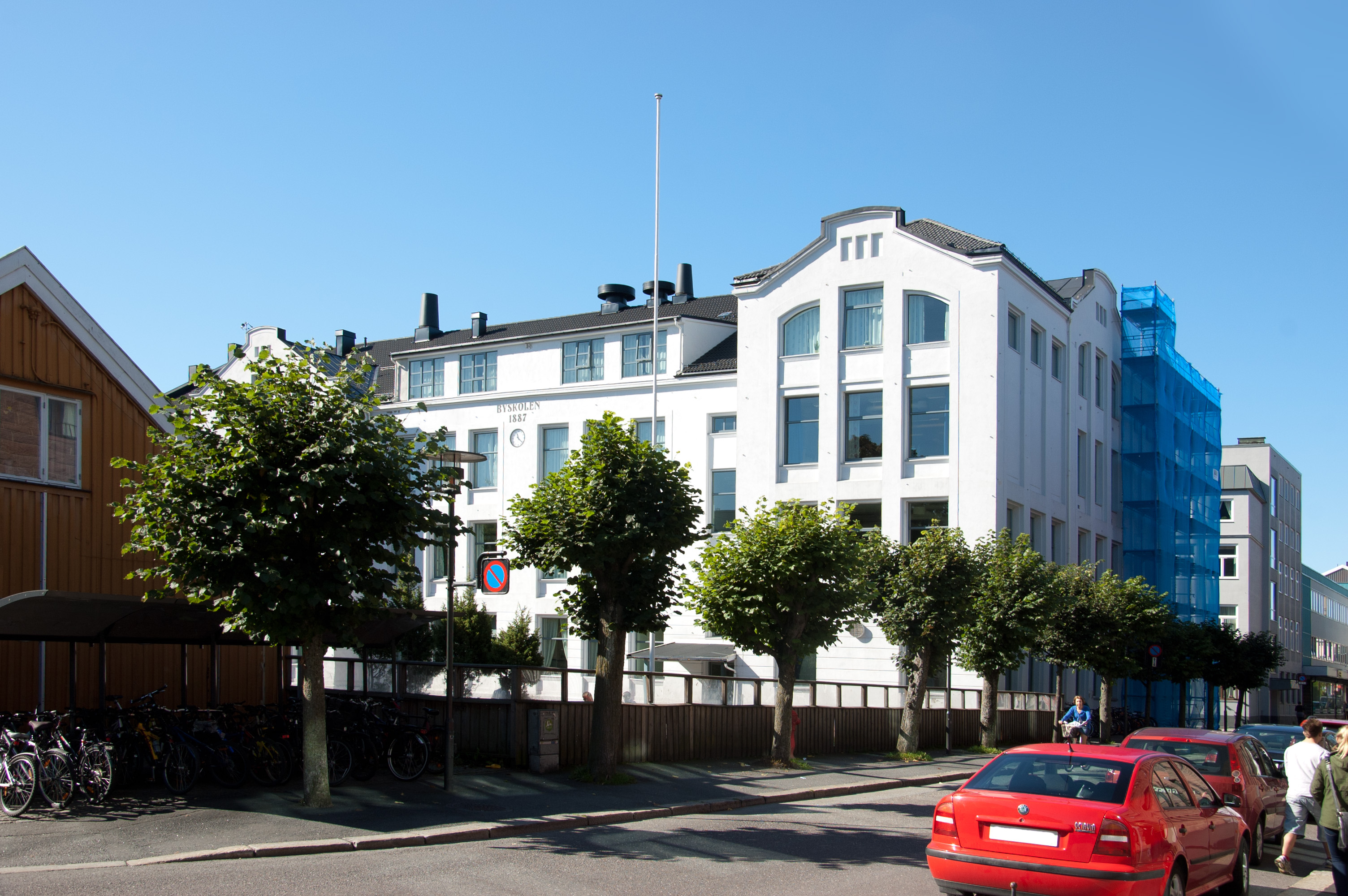
市内中心部にある小学校

捕鯨船記念碑は港湾地域にある町の目抜き通りのJernbanealléenの端に見られ、その周辺は定期的に鯨肉が提供される今では数少ないレストラン（Kokeriet）がある。
StorgataやKongensgate、Hvaltorvetに主要な商業施設がある。
サンデフィヨルドには数多くのレストランやカフェがあり、レストランガイドのSalt&Pepperによると、港の近くにある建物内にノルウェー最高のグルメレストランがある。
また、港湾都市のため、質の高い魚が売られている鮮魚店があり、他にも古い建物と近代的な建物が混在する中に多種多様な店が見られる。

### 気候

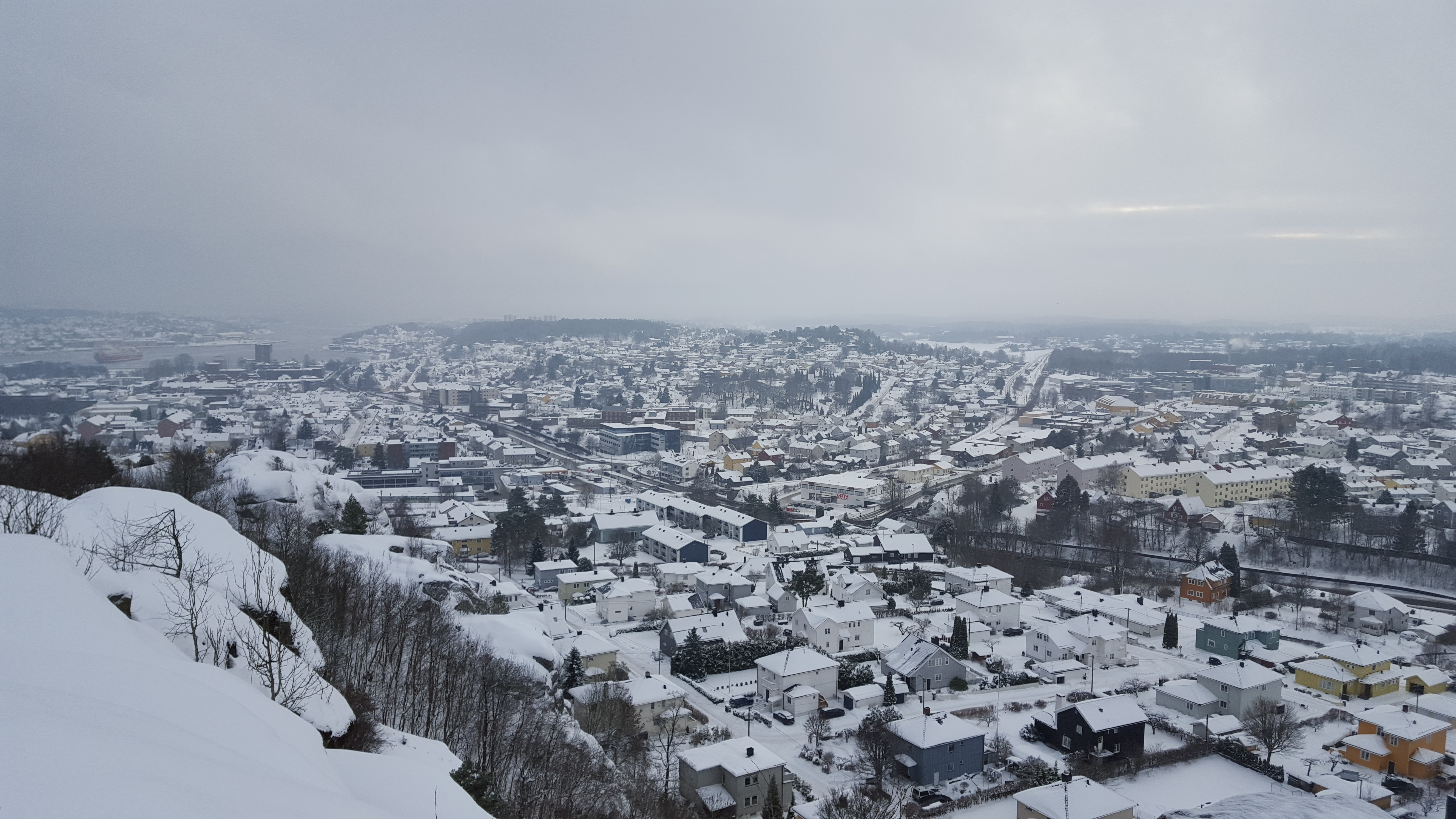
冬のサンデフィヨルド

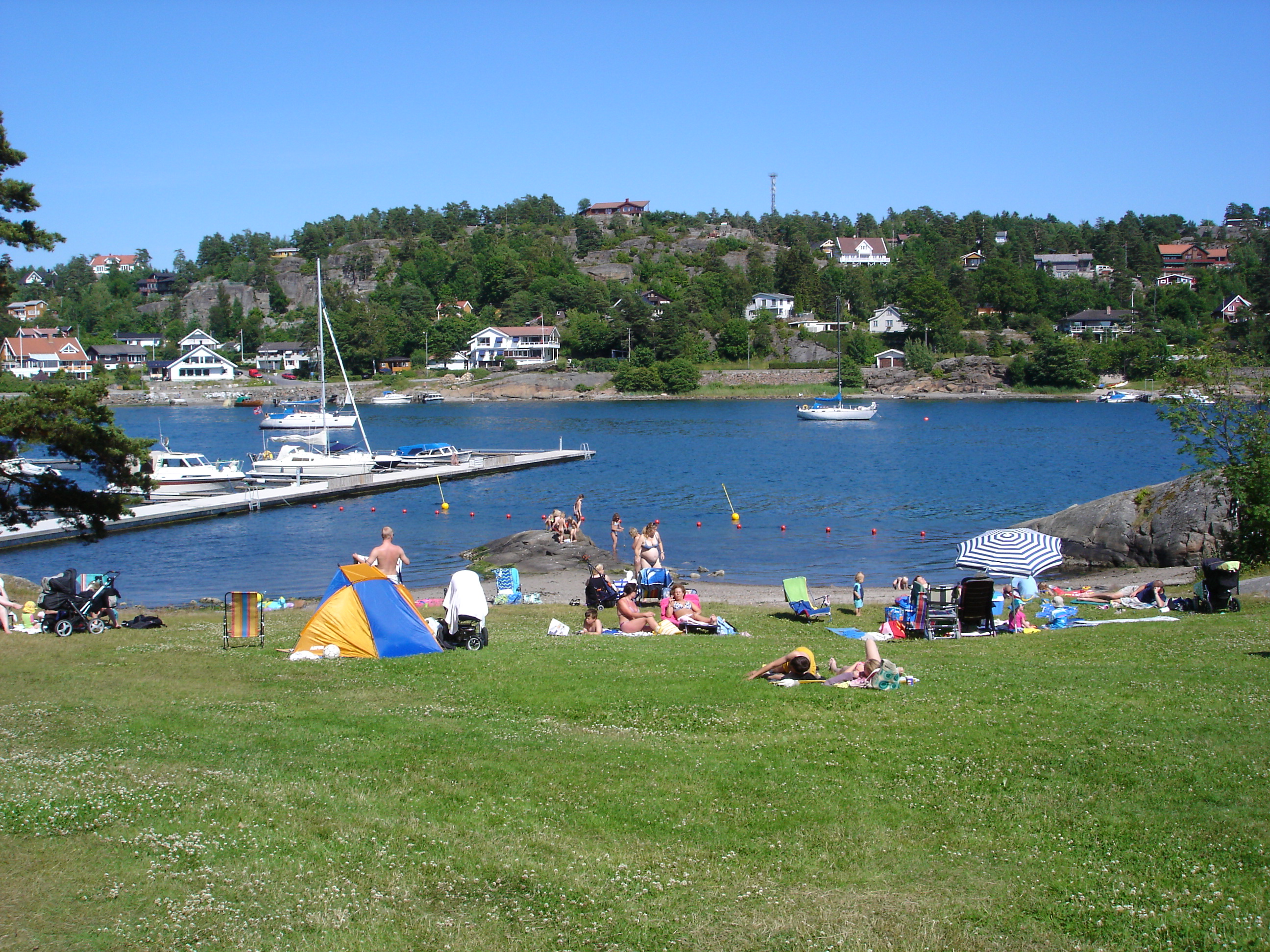
夏のタンゲン(Tangen)ビーチ

サンデフィヨルドに限らず、ノルウェー全土ではメキシコ湾流の影響を受けやすい。つまり、1年通して（特に夏季）同じ緯度であるシベリアやアラスカ州よりも暖かいということである。また、夏季はノルウェーのほかの都市よりも晴れ間が多い。
前述の通り、緯度の割には暖かい。5月下旬頃から夏のような暑さになることは滅多にないが、気温の急上昇は良くある。6-7月の大半は暗くなることがあまりなく、スズメ亜目が鳴かなくなるのはわずか2-3時間程度である。
暖かい夏や乾季はないが、比較的降水量が多く湿度の高いステップ気候と大陸性気候が半々といったところである。冬の11月下旬から3月上旬の降水確率は平均56%である。11月から4月上旬までに雪が降る可能性があり、1月下旬に雪が降りやすい。1年で1番寒い日は2月4日で、最低気温が-6℃、平均気温が-1℃である。

### 村

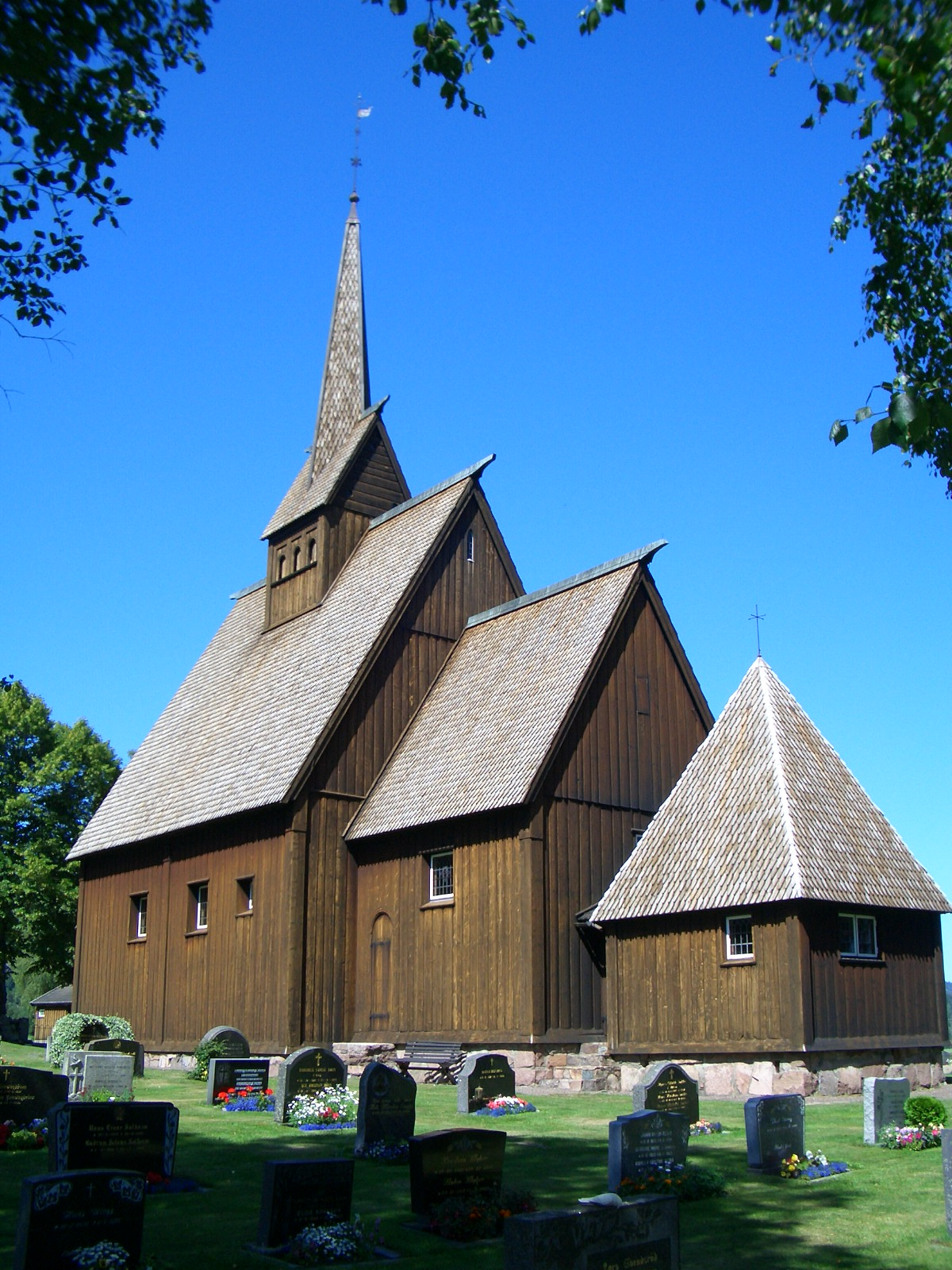
ヘイヨール・スターヴ教会は現存するスターヴ教会としてはヴェストフォル県唯一である

サンデフィヨルド自治体はサンデフィヨルドと6の村々で構成されている。括弧内は2016年時点の人口。
- ストッケ（英語版） （3,391）
- アンデブ（英語版）（2,160）
- メルソンヴィク（ノルウェー語版）（2,076）
- コダル（英語版）（1,002）
- フォッスネス（ノルウェー語版）（519）
- ヘイヨール（英語版）（316）

また、小さいながらラルヴィクにサンデフィヨルドの飛地がある。

## 政治・政府
保守党が主要な政党となっている。ノルウェー地方選挙 (2011年)では、47.9％の有権者が保守党に投票している。保守党含めた右派勢力はサンデフィヨルドで70.4％投票され、ノルウェー全土では51.2％の投票率だった。現在の市長（Bjørn Ole Gleditsch）は進歩党の支援もあり2004年に選出されている。また、ノルウェーで最も富豪である市長である。

### 市議会

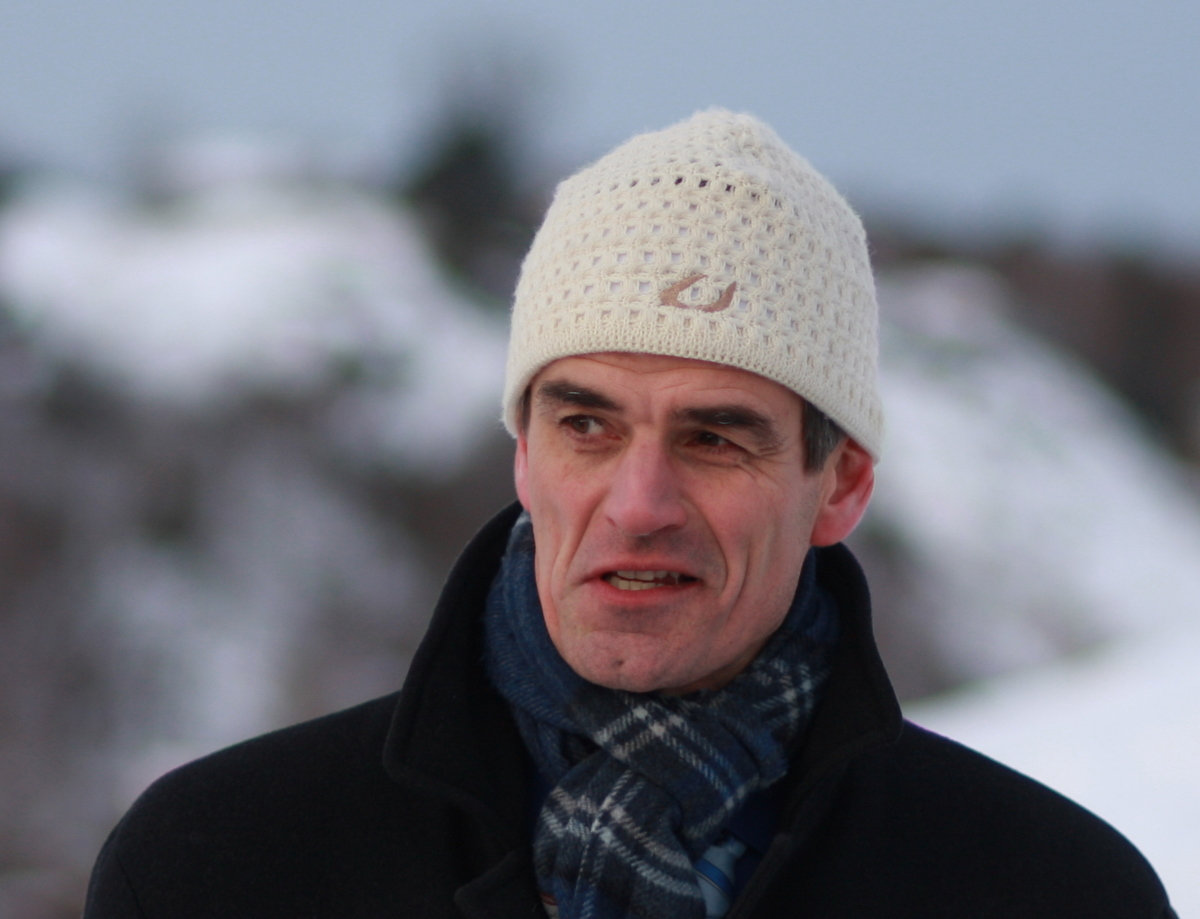
現在のサンデフィヨルド市長（Bjørn Ole Gleditsch）。ノルウェーの市長では1番の富豪とされる

サンデフィヨルド市議会は57人で構成されており、任期は4年である（2019年まで）。2017年時点では以下のような内訳となっている。
| 党名             | ノルウェー語              | 代表者数 |
| ---------------- | ------------------------- | -------- |
| 保守党           | Høyre                     | 23       |
| ノルウェー労働党 | Arbeiderparti             | 15       |
| 進歩党           | Fremskrittspartiet        | 6        |
| キリスト教民主党 | Kristelig Folkeparti      | 4        |
| 中央党           | Senterpartiet             | 4        |
| 社会主義左翼党   | Sosialistisk Venstreparti | 2        |
| ノルウェー自由党 | Venstre                   | 2        |
| 緑の党           | Grønne                    | 1        |

## 人口
ノルウェー統計局によると、2017年時点ではサンデフィヨルドには62,622人が住民となっている。2018年現在では2,797棟のコテジがあり、住宅1棟あたり2.19人が住んでいる。
宗教は、69.2%がノルウェー国教会、18%が無宗教、12.8%が他の宗教を信仰している。
市内に施設が存在する国教会以外の宗教としてはペンテコステ派（Salem）、カトリック教会（St. Johannes Døperen）、メソジスト（Metodistkirken）、セブンスデー・アドベンチスト教会（Adventkirken）、エホバの証人（Rikets Sal）、イスラム教（Alkawther Islam Center and Sandefjord Islamic Center）がそれに該当する。
1905年には近隣のホルテンにブルンスタード教会という福音主義の単立教会が設立された。ノルウェー発祥の世界的な宗派としては唯一である。また、その本部であるブルンスタード・カンファレンス・センターはストッケにある。
2017年時点の移民はリトアニア人（1.95%）ポーランド人（1.93%）イラク人（1.24%）ベトナム人（0.8%）ドイツ人（0.71%）スウェーデン人（0.69%）コソボ人（0.67%）ボスニア人（0.64%）デンマーク人（0.64%）などである。

## 経済
サンデフィヨルドはノルウェーで豊かな都市に数えられる。主な産業は情報技術・化学工業・観光業・海運・造船・漁業である。著名な企業としてはサンデフィヨルド国際空港、塗料製造販売のJotun (企業)、ブルワリーのGrans Brewery、チョコレート工場のHval Sjokoladefabrikk、エンジニアリングのRamboll Oil & Gas、そして電子商取引であるKomplett.noとmpx.noとnetshop.noが該当する。
1926年にサンデフィヨルドで設立された会社であるJotunはサンデフィヨルド以外にも最大の雇用者を誇っている世界最大の塗料・塗装メーカーとなっている。2017年2月現在は100カ国以上に拠点を置いており、世界全体で9,500人の従業員を雇用している。4つの事業部門を運営しており、今も本社はサンデフィヨルドにある。
サンデフィヨルドのみならず、ヴェストフォル県最大の企業であるJotunに次ぐのが電子商取引のKomplettである。従業員800人とともにスカンディナヴィア全土で営業しており、2015年には73億ノルウェー・クローネの営業収入を得ている。
サンデフィヨルドはの不動産価格は2011年時点でノルウェーで最も高い水準で、別荘の平均価格は720万ノルウェー・クローネとなっている 。一般的な不動産価格は2010年-2015年の間に25.7%上昇している。
2015年の営業収入が高いサンデフィヨルドに本社を置く企業は以下の通りである。
| 順位 | 企業名             | 営業収入(2015) NOK) |
| ---- | ------------------ | ------------------- |
| 1    | Jotun              | 16,844,327          |
| 2    | Komplett           | 7,256,700           |
| 3    | Skjeggerød AS      | 4,523,277           |
| 4    | ALSO AS            | 2,457,643           |
| 5    | Carlsen Fritzøe AS | 1,543,189           |

### 観光
サンデフィヨルドは観光客が夏に集中するためリゾートタウンと呼ばれる。ビーチや島の多さから'ビーチの市'の愛称で親しまれており、ヴォラ（Vøra）やランジェビー（Langeby）のビーチではオスロなど、ノルウェーの大都市から観光客が訪れる。1837年に入浴施設が出来ている。
2,000棟以上の別荘があり、その大半は海辺に建てられている。2012年時点でノルウェー一の高価格である別荘があり、平均価格は710万ノルウェー・クローネであった
サンデフィヨルドは多くの観光客が入浴施設やビーチなどを目的にしていることから分かるように、夏の観光地として知られる。

## 文化
| 国                       | 数    |
| ------------------------ | ----- |
| リトアニア               | 1,121 |
| ポーランド               | 1,111 |
| イラク                   | 733   |
| ベトナム                 | 504   |
| スウェーデン             | 429   |
| ドイツ                   | 423   |
| コソボ                   | 408   |
| ボスニア・ヘルツェゴビナ | 394   |
| デンマーク               | 319   |
| シリア                   | 298   |
| ソマリア                 | 250   |
| フィリピン               | 207   |
| タイ                     | 191   |
| イギリス                 | 189   |
| アフガニスタン           | 182   |

ニコライ・ニコライセン率いる1880年の発掘調査では、サンデフィヨルドでゴクスタ船が発見されている。オスロのヴァイキング船博物館に展示されている船そのものは910年頃に建造されており、ノルウェー最大の現存するヴァイキング船である。ヴァイキング船長はゴクスタ農地で発見されたゴクスタ墳丘に全長23.5メートルのゴクスタ船と共に埋葬された。
また、市内には捕鯨を専門としたヨーロッパ唯一の博物館であるサンデフィヨルド博物館がある。創建1917年でノルウェー最初の博物館となっており、現在は15万枚以上の写真、海洋動物の剥製などが見どころとなっている。捕鯨船の代表例が1950年にSevilla Whaling Co.により建設され、1989年にサンデフィヨルドに持ち込まれたサウス・アクター（Southern Actor）で、こちらも展示されている。
中世から残る4つの教会がヘイヨール・スターヴ教会、コダル教会（Kodal）、スキー教会、アンデブ教会である。アンデブ教会はノルウェー最古の登録された教区（1623年）であるが、ヘイヨール・スターヴ教会はヴェストフォル県唯一の現存するスターヴ教会である。サンデフィヨルド駅付近にあるサンダー教会は13世紀に教会の跡地に建てられたものである（現在の教会は1792年に改築されたもの）。
他にも、彫刻家クヌート・スティーンによる作品が確認できるミッドターセン彫刻公園（Midtåsen Sculpture Park）や、3つの講堂・劇場を兼ね揃えたフイェルトネス市民劇場センター（Hjertnes Civic and Theater Center）がある。

## 交通

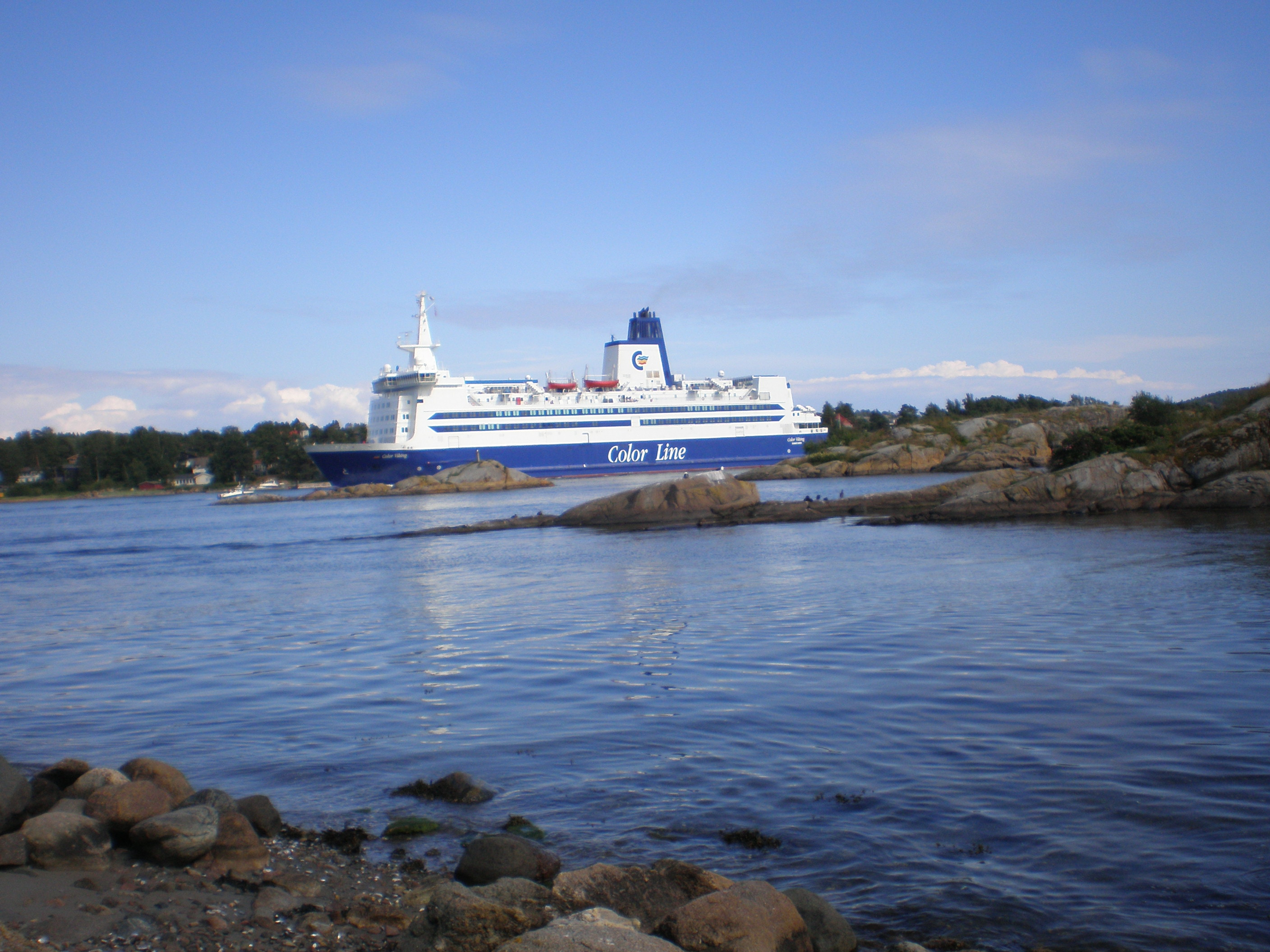
サンデフィヨルドとスウェーデンを結ぶフェリー。毎日運航している

オスロやオスロ空港に向かう電車が頻繁に運行している。ノルウェー最大の空港の一つのサンデフィヨルド空港(トルプ空港とも)が市内にある。オスロからは南に119キロにあるが、オスロ・トルプ空港と呼称されることがある。ヴェストフォル・ラインのサンデフィヨルド空港駅から無料シャトルバスで行くことが可能である。
ロンドンやアムステルダムなどのヨーロッパの都市含む国際線・国内線の30を超える空港の直航ルートを提供する役割を担い、ウィデロー航空やライアンエアー、ウィズエアーなどの格安航空会社のハブ空港となっている。
フェリーではフィヨルドラインのほか、カラーラインのMS BohusやMS Color Vikingがサンデフィヨルドとスウェーデンの町であるストロームスタードとを結んでいる。また、ラルヴィクではデンマークのヒートシャルズに向かうフェリーが毎日運航されている。クルーズ船の目的地という役割もある。
欧州自動車道路のE18号線がサンデフィヨルドを通過している。

### 公共交通機関
サンデフィヨルド駅はノルウェー国鉄の運営するNSB InterCity Expressで運行している駅である。駅周辺には主要なバス停もある。高速バスでクリスチャンサンと接続可能で、ソールランの主要なリゾートと結んでいる

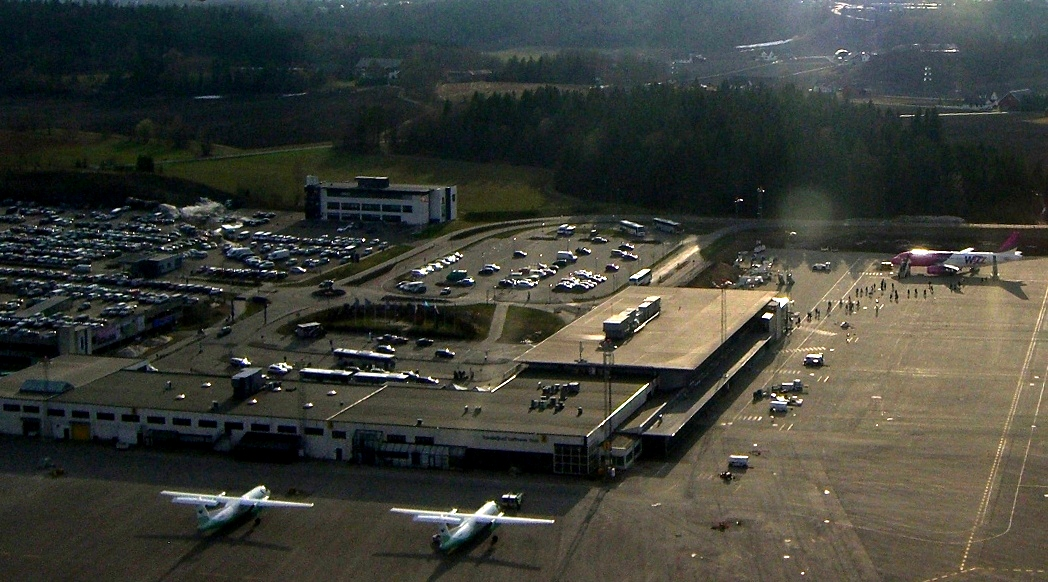
ノルウェー国内ではベルゲン空港とオスロ空港がサンデフィヨルド空港より多くの国際線を運航している

サンデフィヨルドの公共交通機関はヴェストフォル・コレクティブトラフィック（Vestfold Kollektivtrafikk,VKT）と呼ばれる。
サンデフィヨルド駅のほか、サンデフィヨルド空港駅とストッケ駅がある。サンデフィヨルド空港駅とサンデフィヨルド空港間の無料シャトルバスがある。
トルプ・エクスプレス・バスサービスがサンデフィヨルド空港からオスロ行きのバスを運行している。

## スポーツ
地元のサッカークラブであるサンデフィヨルド・フォトバルはノルウェープレミアリーグのティッペリーガエンでプレーしている。
2005-06年のメンズプレミアリーグ優勝のSandefjold TIFのほか、中距離ランナーのマリウス・バッケン所属のIL Runarもサンデフィヨルドのローカルクラブである。
サッカーやテニス、ハンドボール、バドミントン、アーチェリーのほか、ローラースケートや乗馬、2500m2の公共プール、アイスホッケーやアイススケートなどの市内最大のスポーツ施設であるBugårds公園がサンデフィヨルド高校にある。
室内のハンドボールコートがあるヨツンハレン（Jotunhallen）、テニスコートのあるピングビンハレン（Pingvinhallen）という施設もある。
市内中心部から5キロ離れた場所にあるサンデフィヨルドゴルフ場がある。設計者はピーター・チェンバレンである。

## 教育

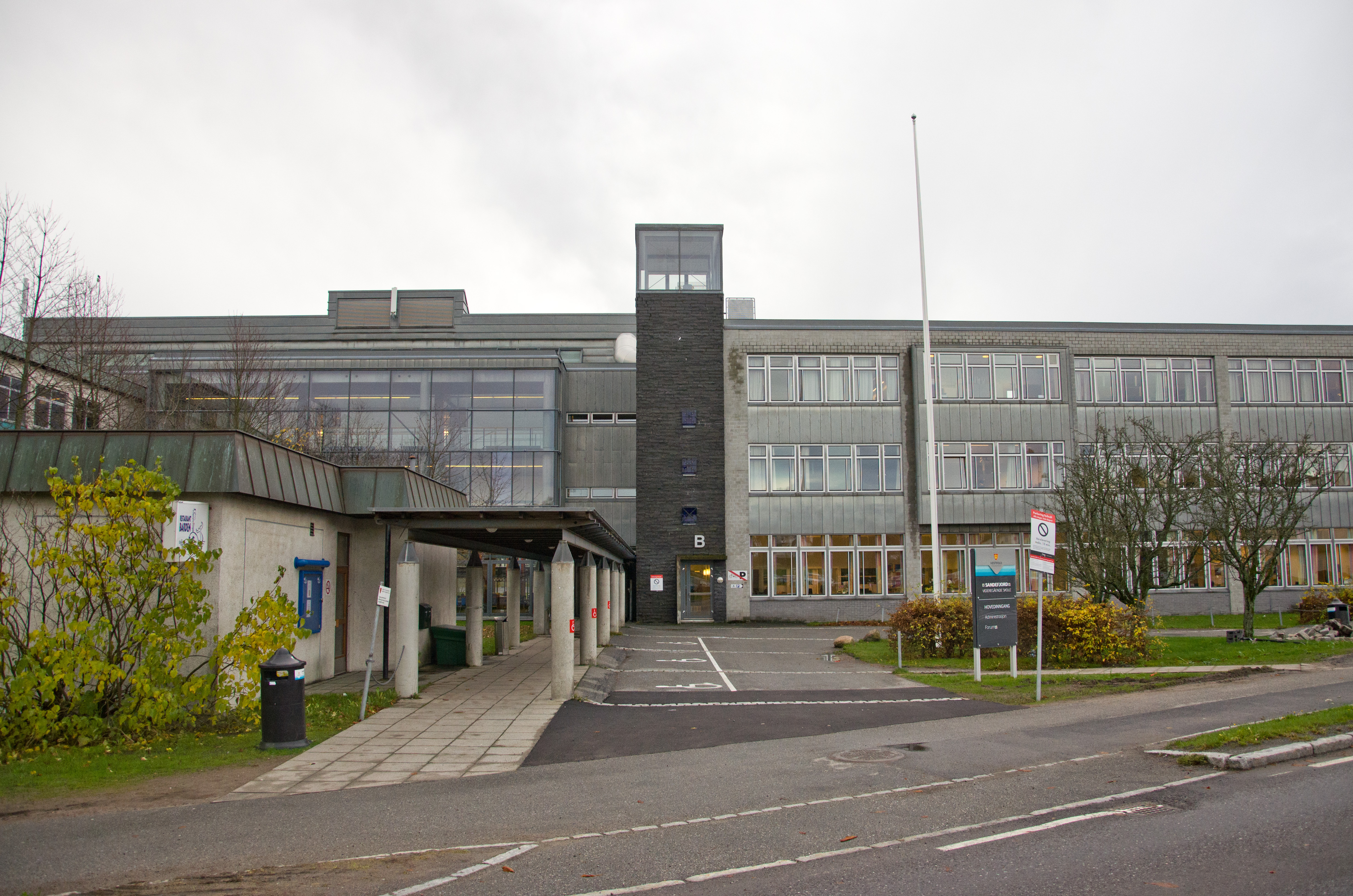
ノルウェー最大の高校であるサンデフィヨルド高校

サンデフィヨルド高校は在学生2,000人に上るノルウェー最大の高校である。また、スカジェラク国際学校も市内にあり、幼稚園から高校まで英語で会話する教育施設が提供されている。他の学校としては、私立のムーエ・モコレン学校やヴェストフォル県所有のスキーリングサルフォルケホイスコーレがある。
中学校はアンデブ（Andebu）・ブレイダブリック（Breidablikk）・ブガーデン（Bugården）・ランヴィク（Ranvik）・ストッケ（Stokke）・ヴァーデン（Varden）の6校あり、小学校は21校ある。

## 観光名所・見所など
サンデフィヨルドの観光名所や注目点は次の通り。
- ゴクスタ墳丘 - 9世紀のゴクスタ船が発見された場所である。
- サンデフィヨルド博物館（英語版） - 捕鯨を専門としたヨーロッパ唯一の博物館。
  - サザンアクター（英語版） - 捕鯨船の記念艦。サンデフィヨルド博物館所有。
- 捕鯨記念碑（英語版） - 捕鯨船を偲び建てられた青銅記念碑。
- クルバデット（Kurbadet）- 元は温泉だが、19世紀後半から木造建築物の中に入っている。
- ブイェルグガタ（Bjerggata）- 木造住宅の町の古い地区。
- タウンパーク - 1900年の火災後に建てられた公園。
- フイェルトネス市民劇場センター - スカンディック公園ホテルとBadeparkenと近接。
- サンダー教会（英語版） - 13世紀の教会の跡地に建てられた教会。現在の教会は1792年のもの[100][85]。
- ガイア船 - ゴクスタ船のレプリカ。サンデフィヨルド港に停泊。
- ミッドターセン彫刻公園 - 芸術家クヌート・スティーンの作品が展示されている。
- サンデフィヨルド教会 - 1903年の教会。コンサートやイベントが行われることがある。
- ヘイヨール・スターヴ教会（英語版） - アンデブにあるヴェストフォル県唯一のスターヴ教会[101]。
- フヴァルトアヴェットショッピングセンター（Hvaltorvet Shopping Centre）- サンデフィヨルド最大のショッピングモール[102]。

## 保養地
オストロイヤ半島はトンズベルグバレルが位置する南部含む20キロのハイキングコースがある。トンズベルグバレルはスヴェレのサガで言及された古い灯台である。
オストロイヤ（東の島）の20キロとある海岸線はヴェストロイヤ（西の島）の25キロの海岸線の延長線上にある。これら45キロのハイキングコースは北海トレイルの一部である。他のハイキングコースとしては、プレスターセン（Preståsen）、フイェルトネス森（Hjertnes Forest）、フイェルヴイカーセン（Fjellvikåsen）、モコレン（Mokollen）、ミッドタス（Midtås）などが該当する。
クロスカントリースキーコースは10ある。
ゴックジョー湖はサンデフィヨルドとラルヴィクとアンデブの境にある3.47km2の湖で、ヴェストフォル県で3番目に大きい湖である。水泳やカヤック、釣りなどで人気がある。この湖で釣れる魚としては、ヨーロピアンパーチ、ノーザンパイク、デイス、ヨーロッパウナギ、ブラウントラウト、オルフェ、他サケ類がある。淡水魚釣りのスポットとしてはアンデブのスヴァーター（Svartåa）やハジェネス川（Hagenes）もある。近隣のラルヴィクにはノルウェー最高のサケ釣り川の一つであるニューメダルスラーゲンがある

### ビーチ
サンデフィヨルドの146キロある海岸線には様々なビーチがある。以下にそれを列挙する
- アスネス（Asnes）
- フラウタンゲン（Flautangen）
- フォレタブナ（Folehavna）
- フルヴィカ（Fruvika）
- グランホルメン（Granholmen）
- グルベサンド（Grubesand）
- ランジェバイ（Langeby）
- サンドタンゲン（Sandtangen）
- スクイェルヴィカ（Skjellvika）
- タンゲン（Tangen）
- トルベー・ユクスノイ（Truber and Yxnøy）
- ヴォーラ（Vøra）

ほか、ボーゲン（Bogen,Nallberg）、ブルンスタッド（Brun-stad）、クレイビェルン（Kleivern）、コルスヴィク（Korsvik）、クラーデュバンネット（Kulerødvannet）、サンドバン・ロッセネソーデン（Sandbånn and Rossnesodden,Melsomvik）、ストアヴァー（Storevar）、シュトラーレドヴァネット（Stålerødvannet）、トロールスヴァン（Trollsvann）、ヴァーネス（Vårnes）がある。
ガソーカルヴェン（Gåsøkalven）、ラヴノー（Ravnø）、ブエローヤ（Buerøya）、ヘッレソーヤ（Hellesøya）などのビーチを持つ多くの島は船でのみアクセスできる。
ヴェストフォル県3番目に大きい湖のゴックジョー湖はグッベタンゲン（Gubbetangen）とサンドタンゲン（Sandtangen）のビーチがある。

### 自然保護区
サンデフィヨルドは2017年時点で16の自然保護区がある。
- Dalaåsen （ブナ属）
- Flisefyr-Hidalen（森林）
- Storås and Spirås（森林）
- Veggermyra og Nordre Skarsholttjønn（沼地）
- Langø and Bokemoa（保護地）
- Robergvannet（湿地）
- Melsom（植物・野生動物保護地）
- Napperødtjern（河畔林）
- Fokserød（ブナ属）
- Holtan（植物保護地）
- Strandvika（河畔林）
- Hemskilen（湿地）
- Vøra（地質学研究）
- Akersvannet（沼地）

## 著名な出身者
- クリスチャン・クリスチャンセン（英語版）（1845-1923）- ノルウェー船主
- クリスチャン・シオドア・ペデルセン（英語版）（1876-1969）- ノルウェー系アメリカ人の捕鯨船長、毛皮業者
- ラース・クリステンセン（英語版）（1884-1965）- 捕鯨のマグナート
- オレ・アンドエリュード・ラーセン（英語版）（1884-1964）- 船舶のデザイナー、塗料メーカーJotunの共同設立者
- アンダース・ヤール（英語版）（1891-1982）- 船乗り
- オッド・グレディッチ（英語版）（1894-1990）- ビジネス起業家、塗料メーカーJotun創設者
- シオドア・シオドルセン（英語版）（1897-1978）- ノルウェー系アメリカ人の空気力学者
- ダーグ・ソールスター（1941-）- 作家
- ロレーヌ・ヤーネル（1944-2010）- シールド・ヤーネル（英語版）のダンサー
- カリン・フォッスム（1954-）- 作家
- ベント・ハーメル（1956-）映画監督
- アニタ・ヘーガーランド（英語版）（1961-）- 歌手
- ロニー・ヨンセン（1969-）- サッカー選手
- エスペン・サンドベリ（1971-）- 映画監督
- ヨアヒム・ローニング（1972-）- 映画監督
- フランク・ローク（英語版）（1982-）- ハンドボール選手
- イナ・ロードセン（英語版）（1984-）- 歌手
- トマス・ニューメ（英語版） - テレビ番組司会者

## サンデフィヨルドに関連する作品
- パイレーツ・オブ・カリビアン/最後の海賊（2017）- 監督のエスペン・サンドベリとヨアヒム・ローニングは共にサンデフィヨルド出身である
- Hodet over vannet（英語版）（1993）- サンデフィヨルドで撮影された[117]。1996年のリメイクの主演はキャメロン・ディアスである
- Deadline Torp（2005）- サンデフィヨルド空港の事件を基にしたノルウェーの映画。脚本ジョー・ネスボ、監督ニルス・ガップ（英語版）[118][119]
- Outrageous Acts of Science（英語版）（2012）- シーズン1のPower Junkiesの一部分がサンデフィヨルドで撮影された[120]。
- Coach Trip（英語版）（2010）- イギリスのTVシリーズ。#5.26話はサンデフィヨルドで撮影された[121]
- Den starkaste（英語版）（1929）- スウェーデンのサイレント映画。一部分がサンデフィヨルドで撮影された[122]
- Valfångare（英語版）（1939）- サンデフィヨルドで撮影されたスウェーデン映画[123][124]。アンドレアス・ヘンリクソン（英語版）とタンクレッド・イブセン（英語版）監督
- Ola var fra Sandefjold - エイナル・ローズ（英語版）による曲
- I Sandefjold by, der er det deilig - 曲
- Sang til Sandefjold - サンデフィヨルド教会で毎日演奏される曲
- The Cabin（2013）- Ylvisの曲。ミュージックビデオがサンデフィヨルドのアンデブで撮影された[125]
- Hvalfangsmuseet（2011）- エジル・ヘーガーベルグ（英語版）の曲。ミュージックビデオがサンデフィヨルドで撮影された[126]
- Terje Vigen（2012）- サンデフィヨルドで撮影されたドイツの短編映画[127]

## 動物
よく見られる野生動物として、ユキウサギ、ヨーロッパアナグマ、ヨーロッパビーバー、ノロ、ヘラジカ、アカギツネ、ナミハリネズミ、マツテン、ノルウェーレミングが挙げられる。また、稀ではあるがオオカミ、オオヤマネコ、ヒグマも見られる。
オオカミは稀であるが、何回が見られている。2013年、ラルダルで飼われていたオオカミがヴェストフォル県で最初に殺されたオオカミとなった（ヴェストフォル県では100年以上なかったことである）。ヨーロッパクサリヘビはノルウェーで発見された唯一の毒ヘビとなっている。